# Herrarnas scullerfyra i rodd vid olympiska sommarspelen 1984
Herrarnas scullerfyra i rodd vid olympiska sommarspelen 1984 avgjordes mellan den 3 och 5 augusti 1984.

## Medaljörer
| Gren        | Guld                                                                           | Silver                                                             | Brons                                                     |
| Scullerfyra | Västtyskland Albert Hedderich Raimund Hörmann Dieter Wiedenmann Michael Dürsch | Australien Paul Reedy Gary Gullock Timothy Mclaren Anthony Lovrich | Kanada Doug Hamilton Mike Hughes Phil Monckton Bruce Ford |

## Resultat

### Final
| Placering | Roddare                                                                 | Land         | Tid     |
| --------- | ----------------------------------------------------------------------- | ------------ | ------- |
| 1         | Albert Hedderich, Raimund Hörmann, Dieter Wiedenmann och Michael Dürsch | Västtyskland | 5:57,55 |
| 2         | Paul Reedy, Gary Gullock, Timothy Mclaren och Anthony Lovrich           | Australien   | 5:57,98 |
| 3         | Doug Hamilton, Mike Hughes, Phil Monckton och Bruce Ford                | Kanada       | 5:59,07 |
| 4         | Piero Poli, Renato Gaeta, Antonio Dell'Aquila och Stefano Lari          | Italien      | 6:00,94 |
| 5         | Marc Boudoux, Serge Fornara, Pascal Body och Pascal Dubosquelle         | Frankrike    | 6:01,35 |
| 6         | Luis Miguel Oliver, Jesús González, Manuel Vera och Julio Oliver        | Spanien      | 6:04,99 |